# Delano Burgzorg
Delano Burgzorg (Amsterdam, 7 november 1998) is een Nederlands-Surinaams voetballer die doorgaans speelt als vleugelspeler. In juli 2024 verruilde hij Mainz 05 voor Middlesbrough.

## Clubcarrière
Burgzorg speelde in zijn geboorteplaats Amsterdam in de jeugd van achtereenvolgens TOS-Actief, DWV en Zeeburgia, alvorens hij in 2015 terechtkwam in de opleiding van De Graafschap. In de zomer van 2017 mocht hij samen met Marlon Versteeg, Jurre Vreman, Koen Huntelaar en Kyvon Leidsman met het eerste elftal mee op trainingskamp. Vanaf december zat de vleugelaanvaller ook in de wedstrijdselectie van de Superboeren, maar voor zijn debuut moest hij wachten tot 12 januari 2018. Op die dag werd met 3–2 verloren van SC Cambuur. Nigel Robertha (tweemaal) en Xander Houtkoop tekenden voor de doelpunten van de thuisploeg, terwijl Sjoerd Ars een tegentreffer maakte en Cambuur-speler Robbert Schilder een eigen doelpunt maakte. Burgzorg mocht van coach Henk de Jong vier minuten voor het einde van de wedstrijd invallen voor Youssef El Jebli.
In het voorjaar van 2018 verlengde Burgzorg zijn verbintenis met een jaar tot 2019. Er werd tevens een optie voor een seizoen extra opgenomen in het contract. Na de promotie naar de Eredivisie kwam hij nog vaker aan spelen toe. Op het hoogste niveau maakte hij ook zijn eerste professionele doelpunt. Op 15 september 2018 viel hij twintig minuten voor tijd in voor Jordy Thomassen, toen tegenstander VVV-Venlo met 0–2 voor stond door doelpunten van Tino-Sven Sušić en Danny Post. Op aangeven van Fabian Serrarens zorgde Burgzorg een minuut voor het einde van de wedstrijd nog voor de aansluitingstreffer, maar daar bleef het bij: 1–2. De clubleiding van De Graafschap lichtte in maart 2019 de optie in zijn contract, waardoor hij tot medio 2020 vast kwam te liggen.
In de zomer van 2019 maakte Burgzorg de overstap naar Spezia, waar hij zijn handtekening zette onder een verbintenis voor de duur van vier seizoenen. In de eerste helft van het seizoen 2019/20 speelde hij acht competitiewedstrijden in Italië, waarna hij voor de rest van de jaargang verhuurd werd aan Heracles Almelo. In juni 2020 legde de Almelose club Burgzorg definitief vast, met een contract voor drie seizoenen en een optie voor een jaar extra.
De vleugelaanvaller trok in januari 2022 naar Mainz 05, dat hem op huurbasis overnam met een verplichte optie tot koop van circa twee miljoen euro. In de zomer van 2023 nam Huddersfield Town hem op huurbasis over. Na deze verhuurperiode bleef Burgzorg actief in Engeland; Middlesbrough nam hem voor circa 2,75 miljoen euro over en gaf hem een contract voor vier seizoenen.

## Clubstatistieken
| Seizoen | Club                | Competitie     | Competitie | Competitie | Beker | Beker | Internationaal | Internationaal | Nacompetitie | Nacompetitie | Totaal | Totaal |
| Seizoen | Club                | Competitie     | Wed.       | Dlp.       | Wed.  | Dlp.  | Wed.           | Dlp.           | Wed.         | Dlp.         | Wed.   | Dlp.   |
| ------- | ------------------- | -------------- | ---------- | ---------- | ----- | ----- | -------------- | -------------- | ------------ | ------------ | ------ | ------ |
| 2017/18 | De Graafschap       | Eerste divisie | 6          | 0          | 0     | 0     | —              | —              | 0            | 0            | 6      | 0      |
| 2018/19 | De Graafschap       | Eredivisie     | 26         | 5          | 1     | 0     | —              | —              | 3            | 0            | 30     | 5      |
| 2019/20 | Spezia              | Serie B        | 8          | 0          | 2     | 1     | —              | —              | —            | —            | 10     | 1      |
| 2019/20 | → Heracles Almelo   | Eredivisie     | 5          | 1          | 0     | 0     | —              | —              | —            | —            | 5      | 1      |
| 2020/21 | Heracles Almelo     | Eredivisie     | 32         | 5          | 2     | 1     | —              | —              | —            | —            | 34     | 6      |
| 2021/22 | Heracles Almelo     | Eredivisie     | 17         | 4          | 1     | 0     | —              | —              | —            | —            | 18     | 4      |
| 2021/22 | → Mainz 05          | Bundesliga     | 3          | 1          | 0     | 0     | —              | —              | —            | —            | 3      | 1      |
| 2022/23 | Mainz 05            | Bundesliga     | 13         | 0          | 1     | 1     | —              | —              | —            | —            | 14     | 1      |
| 2023/24 | → Huddersfield Town | Championship   | 33         | 7          | 0     | 0     | —              | —              | —            | —            | 33     | 7      |
| 2024/25 | Middlesbrough       | Championship   | 42         | 5          | 2     | 1     | —              | —              | —            | —            | 44     | 6      |
| Totaal  | Totaal              | Totaal         | 185        | 28         | 9     | 4     | 0              | 0              | 3            | 0            | 197    | 32     |

Bijgewerkt op 20 juni 2025.